# Стрес на радном месту
Стрес на радном месту је скуп неспецифичних реакција човековог организма на штетне факторе из радног окружења који може да ослаби имунитет, што води учесталим прехладама, а једнако тако може да утиче и на појаву болести срца. Може се препознати по телесним променама, као и по променама у понашању.
Неки од запослених се носе са стресом на послу бежећи од проблема, док се други суочавају са тим проблемима. Да би се решили стреса на послу, потребно је препознати његове симптоме и тачне узроке. Тада треба учинити све што је могуће да се смањи ниво стреса. У зависности од тога шта изазива стрес, постоје различити начини за борбу против њега или његово смањење. Важно је на време открити стрес на радном месту како би се на прави начин и правовремено он савладао, како не би резултовао тежим последицама.

## Етиологија и фактори ризика
Узрок ове врсте стреса могу бити различит,  и у сличним ситуацијама  више или мање стреса могу изазвати стедећи услови:
- превише прековремених сати рада,
- кратки рокови извршења радних задатака,
- лоше понашања шефа,
- напет однос са колегама,
- лоша радна атмосфера,
- стални притиска или превише посла,
- несигурности радног места. Код неких ће ове и сличне ситуације изазвати више или мање стреса.

## Симптоми и знаци
Стрес на радном месту може се препознати по:
- повећаном знојењу,
- убрзаним откуцајима срца,
- отежаном дисању,
- анксиозности,
- повишеном крвном притиску,
- повишеном нивоу шећера у крви (учестало мокрење, жеђ, губитак телесне тежине),
- проширеним зеницама.

Осим тога, може се јавити:
- депресија,
- проблем са спавањем,
- мучнина и повраћања,
- главобоља,
- пробавна сметње,
- слабе концентрација праћена лоше обављеним послом,
- проблеми са срцем.

## Терапија
Како је стрес на послу врло честа појава, код неких је израженији, док се код неких јавља у мањем интензитету. Важно је пре почетка или током терапије пронаћи методу која ће смањити стрес на послу како би се избегли већи здравствени проблеми.
Примена методе опуштања (релаксације)
Различите методе опуштања, попут медитације, техника дисања и јоге, могу помоћи у суочавању са стресом.
Такође је важно конзумирати храну богату витаминима и минералима, спавати осам сати дневно и редовно вежбати или шетати.
Лечење стреса изазваног због превише посла
Боља организација времена и подела задатака према важности може помоћи да се прво ураде најважнији задаци, који се затим неће оставити за крај радног дана и створити додатни стрес и анксиозност.
Решавање проблем са колегама или шефом
Решење овог проблема је разговор. Било да се ради о разговору са шефом или колегом или о разговору са одељењем за људске ресурсе, комуникација може решити многе проблеме, а самим тим и стрес на радном месту постаје мањи.
Помоћ стручњака
Када је ситуација са стресом озбиљна, може помоћи и психотерапија, током које ће психотерапеут покушати да пронађе најбоље начине да се носи са стресом.
Тако је стрес на послу врло честа појава, код неких је израженији, док се код неких јавља у мањим количинама. Важно је пронаћи методу која ће смањити стрес на послу како би се избјегли велики здравствени проблеми.

## Прогноза
Када ништа не помаже у лечењу стреса на радном месту, ако је то могуће, потребно је променити стресно окружење.